# ミラクル〜奇跡
| 専門評論家によるレビュー | 専門評論家によるレビュー |
| レビュー・スコア         | レビュー・スコア         |
| 出典                     | 評価                     |
| ------------------------ | ------------------------ |
| Allmusic                 | [ 1 ]                    |
| Entertainment Weekly     | C                        |

『ミラクル〜奇跡』（英: Miracle）は、カナダ人歌手セリーヌ・ディオンとオーストラリア人写真家アン・ゲデスによるコンセプト・アルバム。2004年10月11日に発売された通算33枚目、英語版では12枚目のアルバムである。

## アルバム概要
このアルバムはCD単体としてではなく、写真家ゲデス制作の出産の喜びをテーマにした写真集に対するサウンドトラックとして制作されたコンセプト・アルバムである。ほぼ全ての楽曲におけるプロデュースを担当したデイヴィッド・フォスターは、かつてディオンのプロデュースを頻繁に担当していたが、1999年以来このアルバムに至るまでのプロデュースは皆無であった。
収録曲には、ジョン・レノンの「ビューティフル・ボーイ」、ルイ・アームストロングの「この素晴らしき世界」、ロバータ・フラックの「愛は面影の中に」、ヨハネス・ブラームスの「ブラームスの子守歌」、ナンシー・ウィルソンの「イフ・アイ・クッド」、アンリ・サルヴァドールの「優しい歌」、キャロル・ウェルスマンの「ベイビー・クローズ・ユア・アイズ」といった過去の名曲をカバーしたものが多く含まれている。
その他の曲は全てオリジナル曲で、タイトルトラックはディオンの息子ルネ・シャルルの誕生を祝して2001年のスタジオアルバム『ア・ニュー・デイ・ハズ・カム』に収録される予定であったが、結局収録されず未公開曲としてお蔵入りしていた。
またディオンによるカバー曲はこのアルバムが初出でないものもある。「ブラームスの子守歌」は『スペシャル・タイムス』、「愛は面影の中に」は『ザ・ベリー・ベスト』に収録されている音源と同一である（初出となった『ザ・ベリー・ベスト』発売当初、「愛は面影の中に」の邦題は原題のカタカナ表記である「ザ・ファースト・タイム・エバー・アイ・ソー・ユア・フェイス」が使用されていたが、その後再発売された同アルバムやこの『ミラクル〜奇跡』では「愛は面影の中に」の表記に変更されている）ほか、「イフ・アイ・クッド」と「この素晴らしき世界」はライブ音源が過去『ア・ニュー・デイ…ライヴ・イン・ラス・ヴェガス』に収録されている。「ア・マザーズ・プレイヤー」は『スペシャル・タイムス』に収録されているアンドレア・ボチェッリとのデュエット曲「ザ・プレイヤー」と同じ曲であるが、ディオンのソロ曲として再録音の上改名された。「優しい歌」は、2003年10月に『1人の女と4人の男』の発売に合わせて放送された特別番組でディオンとアンリ・サルヴァドールのデュエットが実現しているが、その音源はこれまでどのアルバムにも収録されていなかった。
この『ミラクル〜奇跡』を含む製品はそれぞれ「CD」、「CD/DVD+60ページブックレット」、「180ページハードカバーブック+CD/DVD」の3形態で発売された。フランス語圏においてはボーナストラックとして、前作『1人の女と4人の男』より「私は彼に言うでしょう」が収録されている。
北米とヨーロッパの一部では「ビューティフル・ボーイ」が最初にシングル発売され、アメリカとカナダでは「イン・サム・スモール・ウェイ」がそれに続いた。イギリスとアジアの一部ではタイトルトラックが、フランス語圏では「私は彼に言うでしょう」がそれぞれシングル発売されている。このアルバムからのシングルは全てラジオシングルとして発売されており、ミュージック・ビデオは一切制作されていない。

## 収録曲
| #   | タイトル                                             | 作詞・作曲                                       | プロデューサー           | 時間 |
| --- | ---------------------------------------------------- | ------------------------------------------------ | ------------------------ | ---- |
| 1.  | 「ミラクル〜奇跡」                                   | スティーヴ・ドーフ リンダ・トンプソン            | デイヴィッド・フォスター | 3:37 |
| 2.  | 「ブラームスの子守歌」                               | ヨハネス・ブラームス                             | フォスター               | 3:32 |
| 3.  | 「イフ・アイ・クッド」                               | ロン・ミラー ケン・ハーシュ マルティ・シャロン   | フォスター               | 4:46 |
| 4.  | 「スリープ・タイト」                                 | リチャード・ペイジ ジョン・リンド ジョン・ラング | フォスター               | 4:39 |
| 5.  | 「この素晴らしき世界」                               | ジョージ・デビッド・ワイス ボブ・シール          | フォスター               | 3:47 |
| 6.  | 「マイ・プレシャス・ワン」                           | ピア・アストロム ステファニー・ベントレー        | フォスター               | 3:50 |
| 7.  | 「ア・マザーズ・プレイヤー」                         | フォスター キャロル・ベイヤー・セイガー          | フォスター               | 3:41 |
| 8.  | 「愛は面影の中に」                                   | イワン・マッコール                               | フォスター               | 4:10 |
| 9.  | 「ベイビー・クローズ・ユア・アイズ」                 | キャロル・ウェルスマン ロマーノ・ムスマッラ      | フォスター               | 3:24 |
| 10. | 「カム・トゥ・ミー」                                 | ビヴァリー・マフード トーマス・ウェイド          | フォスター               | 4:33 |
| 11. | 「優しい歌」                                         | モーリス・ポン アンリ・サルヴァドール            | フォスター               | 3:13 |
| 12. | 「私は彼に言うでしょう」(フランス盤ボーナストラック) | ジャン=ジャック・ゴールドマン                    | エリック・ベンジ         | 3:57 |
| 13. | 「ビューティフル・ボーイ」                           | ジョン・レノン                                   | フォスター               | 3:53 |
| 14. | 「イン・サム・スモール・ウェイ」                     | ペイジ デイヴィッド・タイソン                    | フォスター               | 5:06 |

| #  | タイトル                     | 作詞 | 作曲・編曲 | 監督                           | 時間  |
| -- | ---------------------------- | ---- | ---------- | ------------------------------ | ----- |
| 1. | 「ミラクル〜奇跡メイキング」 |      |            | スコット・フロイド・ロックマス | 20:00 |

## チャート
| チャート（2004年）                                       | 最高位 |
| -------------------------------------------------------- | ------ |
| オーストラリア・アルバムチャート(ARIA)                   | 15     |
| オーストリア・アルバムチャート(エードライ・アオストリア) | 34     |
| ベルギー・アルバムチャート (Ultratop フランデレン地域圏) | 13     |
| ベルギー・アルバムチャート(Ultratop ワロン地域圏)        | 1      |
| カナダ (Billboard)                                       | 1      |
| チェコ・アルバムチャート(ČNS IFPI)                       | 51     |
| デンマーク・アルバムチャート(Hitlisten)                  | 12     |
| オランダ・アルバムチャート(MegaCharts)                   | 4      |
| ヨーロッパ・アルバムチャート(Top 100)                    | 6      |
| フランス・アルバムチャート(SNEP)                         | 4      |
| ドイツ・アルバムチャート(Media Control)                  | 34     |
| イタリア・アルバムチャート(FIMI)                         | 15     |
| 日本・アルバムチャート(オリコン)                         | 168    |
| ニュージーランド・アルバムチャート(Recorded Music NZ)    | 26     |
| ポーランド (ZPAV)                                        | 15     |
| ポルトガル・アルバムチャート(AFP)                        | 19     |
| スペイン・アルバムチャート(PROMUSICAE)                   | 77     |
| スウェーデン・アルバムチャート(スヴァリイェトプリストン) | 30     |
| スイス・アルバムチャート(Schweizer Hitparade)            | 6      |
| UK アルバムズ (OCC)                                      | 5      |
| US Billboard 200                                         | 4      |
| アメリカ・トップ・キッド・オーディオ (ビルボード)        | 1      |

| チャート（2004年）                                        | 順位 |
| --------------------------------------------------------- | ---- |
| ベルギー・アルバムチャート（Ultratop フランデレン地域圏） | 72   |
| ベルギー・アルバムチャート（Ultratop ワロン地域圏）       | 26   |
| オランダ・アルバムチャート（MegaCharts）                  | 66   |
| フランス・アルバムチャート（SNEP）                        | 96   |
| アメリカ・トップ・キッド・オーディオ（ビルボード）        | 3    |
| チャート（2005年）                                        | 順位 |
| アメリカ・ビルボード200                                   | 151  |
| アメリカ・トップ・キッド・オーディオ（ビルボード）        | 1    |

| チャート（2000年–2009年）                          | 順位 |
| -------------------------------------------------- | ---- |
| アメリカ・トップ・キッド・オーディオ（ビルボード） | 11   |

## 認定と売上
| 国/地域                                             | 認定     | 認定/売上数 |
| --------------------------------------------------- | -------- | ----------- |
| ベルギー (BEA)                                      | Gold     | 25,000*     |
| フランス (SNEP)                                     | Gold     | 111,500     |
| スイス (IFPI Switzerland)                           | Gold     | 20,000^     |
| イギリス (BPI)                                      | Gold     | 109,963     |
| アメリカ合衆国 (RIAA)                               | Platinum | 1,000,000^  |
| * 認定のみに基づく売上数 ^ 認定のみに基づく出荷枚数 |          |             |

## 発売日
| 地域           | 日付           | レーベル                                 | 規格   | 品番                                      |
| -------------- | -------------- | ---------------------------------------- | ------ | ----------------------------------------- |
| ヨーロッパ     | 2004年10月11日 | ソニーBMG、コロムビア                    | CD     | COL 518748 2 + COL 518748 9（フランス盤） |
| ヨーロッパ     | 2004年10月11日 | ソニーBMG、コロムビア                    | CD/DVD | COL 518748 7 + COL 518748 3（フランス盤） |
| アメリカ       | 2004年10月12日 | エピック                                 | CD     | 5187482                                   |
| アメリカ       | 2004年10月12日 | エピック                                 | CD/DVD | 5187487                                   |
| カナダ         | 2004年10月12日 | ソニーBMG、コロムビア                    | CD     | 5187482                                   |
| カナダ         | 2004年10月12日 | ソニーBMG、コロムビア                    | CD/DVD | 5187487                                   |
| オーストラリア | 2004年10月15日 | ソニーBMG、エピック                      | CD     | 5187482                                   |
| オーストラリア | 2004年10月15日 | ソニーBMG、エピック                      | CD/DVD | 5187487                                   |
| 韓国           | 2004年11月16日 | ソニーBMG、コロムビア                    | CD     | CPK-3337                                  |
| 日本           | 2004年12月22日 | ソニー・ミュージック・ジャパン、エピック | CD     | 5187482                                   |